# جيمي إرنست
جيمي إرنست (24 يونيو 1920 - 6 فبراير 1984)، المعروف باسم جيمي إرنست، رسام أمريكي ولد في ألمانيا في كولونيا.